# 2018年10月逝世人物列表
2018年逝世人物列表：1月 - 2月 - 3月 - 4月 - 5月 - 6月 - 7月 - 8月 - 9月 - 10月 - 11月 - 12月
2018年10月逝世人物列表，是用於匯總2018年10月期間逝世人物的列表。

## 依日期排序

### 31日
- 王秀英，93岁，南京大屠杀幸存者[1]
- 陈创天，81岁，中国材料学家，中国科学院院士、第三世界科学院院士。[2]
- 侯芙生，94岁，中国炼油和石油化工专家，中国石化总公司原副总工程师，中国工程院院士。[3]
- 陈光斗，103岁，中国抗战老兵，1938年曾执行空袭日本的任务。[4]
- 李康德，96岁，中国教育人物，原武汉化工学院党委书记。[5]
- 蓝仁侠，87岁，中国教师，哈尔滨工业大学外国语学院教授。[6]
- 肖广森，77岁，中国官员，牡丹江市政协原副主席。[7]
- 林则福，88岁，上海市普陀区人大常委会原副主任。[8]
- 黄光成，72岁，中国教育人物，四川省双流棠湖中学首任校长，成都棠湖外国语学校党委书记、董事长、校长。[9]
- 恩佐·阿皮塞拉（英语：Enzo Apicella），96歲，意大利漫畫家和設計師。[10]
- 普雷斯·頓拜納姆（英语：Preston Bynum），79歲，美國政治人物，前阿肯色州众议院議員，死於心臟衰竭。[11]
- 艾俊彬爵士（英語：Sir Thomas Eichelbaum），87岁，新西蘭法官，新西蘭首席大法官（1989年－1999年）、香港終審法院海外非常任法官（2000年－2009年）。[12]
- 威利·麥考維（英語：Willie McCovey），80岁，美国棒球运动员。[13]

### 30日
- 金庸，本名查良镛，94岁，著名武侠小说泰斗，代表作《射雕英雄传》、《神雕侠侣》、《倚天屠龙记》、《天龙八部》、《笑傲江湖》、《鹿鼎记》等，病逝。[14]
- 戴維·阿蘇萊（英语：David Azulai），64歲，以色列政治人物，時任宗教服務部（英语：Ministry of Religious Services）部長、前以色列议会議員，死於癌症。[15]
- 僧护，93岁，英国佛教人物。[16]
- 詹姆斯·約瑟夫·巴爾傑（英語：James Joseph Bulger, Jr.），89岁，美国帮派分子，被殴打致死。[17]
- 里科·J·普諾（英语：Rico J. Puno），65歲，菲律賓流行歌手，死於心臟衰竭。[18]
- 周宗强，54岁，中國大陸企業家，中石油渤海钻探总经理，跳河自杀。[19]

### 29日
- 王光英，99岁，中国政治人物和企业家，曾任第八、九届全国人大常委会副委员长，第六、七届全国政协副主席，原中国光大集团有限公司、光大实业公司董事长，全国工商联名誉主席。[20]
- 李希凡，90歲，中國藝術研究院原常務副院長、《紅樓夢學刊》主編。[21]
- 甲日·洛迪，69岁，藏族人，西藏独立运动人士，曾任第十四世达赖喇嘛与中国中央政府谈判代表。[22]
- 安德烈亚·曼弗雷迪（義大利語：Andrea Manfredi），26岁，意大利前自行车運動員，於印尼獅子航空610號班機空難中喪生。[23]
- 陳明銶（英語：Chan Ming Kou），68岁，出生於香港的中國歷史學家，史丹福大學東亞研究中心客座研究員，死於心臟病。[24]
- 杰拉爾德·布科特（英语：Gérald Bloncourt），91歲，海地畫家和攝影師。[25]
- 拉里·斯奈德（英语：Larry Snyder (jockey)），76歲，美國賽馬騎師，死於癌症。[26]
- 佛朗哥·弗兰基（義大利語：Franco Franchi），95岁，意大利自行车手。[27]

### 28日
- 安東尼·安尼（英语：Anthony Anenih），85歲，尼日利亞政治人物，前工程和住房部部長。[28]
- 理查德·吉爾（英语：Richard Gill (conductor)），76歲，澳洲指揮，死於結腸直腸癌和腹膜癌。[29]
- 张学立，88岁，中国官员，中共安徽省纪委原纪律检查二室主任。[30]
- 陈秉义，96岁，中国官员，原重庆市第一商业局副局长。[31]
- 易国光，中国学者，湖南师范大学物电学院副教授。[32]
- 颜曰春，39岁，中国警察，任职于浙江省玉环市公安局刑侦大队，在处理一起警情时被汽车拖行而牺牲。[33]

### 27日
- 安吉拉·比安基尼（英语：Angela Bianchini），97歲，意大利作家和文學評論家。[34]
- 维猜·斯里瓦塔那布拉帕，60歲，泰國商人，皇權免稅主席，英超俱樂部萊斯特城班主，死於空難。[35]
- 角替和枝（日语：角替和枝），64歲，日本資深女演員，曾參演《魔女的條件》、《花子與安妮》。男演員柄本明妻子。死於癌症。[36][37]
- 杨资元，90岁，中国官员，广州市原市长、市政协原主席。[38]
- 丹尼爾·科尼亞·費達斯（英语：Daniel Correa Freitas），24歲，巴西職業足球運動員，效力聖保羅俱樂部，被殺。[39]
- 恩里克·格拉纳多斯（西班牙語：Enrique Granados），84岁，西班牙游泳运动员。[40]
- 馬丹·拉爾庫拉納（英语：Madan Lal Khurana），82歲，印度政治人物，前德里首席部長（英语：List of Chief Ministers of Delhi）、拉賈斯坦邦總督（英语：List of governors of Rajasthan）。[41]
- 安东尼奥·波萨马伊（葡萄牙語：Antônio Possamai），89岁，巴西天主教主教（天主教日巴拉那教区）。[42]
- 馬里奧·西加列（英語：Mario A. Segale），84岁，美国商人和房地产开发商，马里奥系列游戏中“马里奥”这一角色因其得名。[43]
- 江波杏子（日語：江波 杏子），76歲，日本女演員，代表作《女賭博師》系列。死於肺氣腫。[44]
- 朝霧夕（日語：あさぎり 夕（朝霧 夕）），62歲，日本漫畫家，代表作《七彩魔術》。死於肺炎。[45]
- 周长芸，80岁，中国京剧表演艺术家、教育家。[46]

### 26日
- 河占連（韓語：하점연），97歲，韓國慰安婦。[47][48]
- 方敬，88岁，中國教育家，华东师范大学教授，第六届全国道德模范。[49]
- 理查德·L·布洛赫（英语：Richard L. Bloch），89歲，美國商人和體育隊老闆（菲尼克斯太阳）。[50]
- 捷爾吉·卡羅伊（英语：György Károly），65歲，匈牙利詩人和作家，死於腦腫瘤。[51]

### 25日
- 李咏，50岁，中国电视节目主持人、中国传媒大学副教授，曾主持央視《幸运52》《非常6+1》等节目，死於癌症。[52][53]
- 殷森，95岁，原对外经济联络部五局副局长，国务院原副总理方毅夫人。[54]
- 金允植（朝鲜语：김윤식 (1936년)），82歲，韓國文學評論家。[55]
- 陈铁梅，83岁，中国科技考古学家，北京大学教授。[56]
- 杨昊成，55岁，中国学者，南京师范大学外国语学院教授、美国文明研究所所长。[57]
- 露絲·蓋茨（英语：Ruth Gates），56歲，英國生物學家，死於腦癌。[58]
- 约翰·泰勒·盖托（英語：John Taylor Gatto），82岁，美国作家和教育家。[59]
- 邁克爾·J·奧康納（英语：Michael J. O'Connor (politician)），89歲，美國政治人物，前南达科他州众议院及参议院議員。[60]
- 吳萬芳，55歲，中國中央電視台製片人。曾製作《紀錄中國》等紀錄片。死於心臟病。

### 24日
- 卡门·阿尔沃奇（西班牙語：Carmen Alborch），70歲，西班牙女權主義者、作家和政治人物，前文化部部長，癌症。[61]
- 阿納托利·格拉迪林（英语：Anatoly Gladilin），83歲，俄羅斯作家。[62]
- 李昌浩（朝鲜语：이창호 (1943년)），75歲，韓國播報員。[63]
- 张映泉，72岁，中国作家。[64]
- 朱林飞，中国企業家，天工国际附属天工科技董事，死於脑溢血。[65]
- 徐厚恩，87岁，中国学者，原北京医科大学公共卫生学院毒理学教研室主任、教授。[66]
- 王桂平，80岁，原北京印刷学院院长办公室主任、技术开发中心常务副总经理。[67]
- 王池阶，90岁，中国地质学者，原地质矿产部矿产开发管理局副局级退休干部。[68]
- 霍斯特·舒尔策（德語：Horst Schulze），97岁，德国演员和歌剧演唱家。[69]
- 哇哇威特森（英语：Wah Wah Watson），67歲，非裔美國吉他手與錄音室樂手。曾為摩城唱片錄音室樂團放克兄弟（英语：The Funk Brothers）的一員。[70]

### 23日
- 达尼埃·孔泰（法語：Daniel Contet），73歲，法国男子网球运动员。[71]
- 詹姆斯·凱倫（英语：James Karen），94歲，美國演員，死於心臟停止。[72]
- 尼古拉·拉彭塔（英语：Nicola Lapenta），92歲，意大利政治人物，前意大利议会議員、反黑手黨委員會（英语：Antimafia Commission）主席。[73]
- 托德·里德（英语：Todd Reid），34歲，澳洲網球選手。[74]
- 张国忠，92岁，中华人民共和国官员，重庆市政协原副主席。[75]
- 赵新杰，53岁，中国学者，南开大学电子信息与光学工程学院教授。[76]
- 徐恒伦，91岁，中国官员，中共杭州市直属机关工作委员会原书记。[77]
- 高艳娟，55岁，中国教师，哈尔滨工业大学经济与管理学院副教授。[78]

### 22日
- 弗蘭克·布蘭奇（英语：Frank Branch），74歲，加拿大政治人物，前新不倫瑞克省議會議長（英语：Speaker of the Legislative Assembly of New Brunswick）及議員，死於癌症。[79]
- 羅伯特·薩拉德里加斯（英语：Robert Saladrigas），78歲，西班牙作家、記者和文學評論家。[80]
- 阿图尔·施纳贝尔（德語：Arthur Schnabel），70岁，德国柔道运动员。[81]
- 方明，90岁，中国官员，原合肥市人大常委会副主任。[82]
- 王友山，80岁，中国官员，内蒙古自治区人大常委会民族委员会原副主任。[83]

### 21日
- 王嘉廉（英語：Charles Wang），74岁。美籍华裔企业家，組合國際（今 CA科技）創辦人。[84]
- 約阿希姆·隆恩伯格（英语：Joachim Rønneberg），99歲，曾在英國受特種作戰執行部隊（英语：Special Operations Executive）（SOE）訓練的二戰挪威軍人。1943年參加炸毀德國重水生產設施，挫敗納粹黨核武的特殊任務。[85]
- 金聖道（韓語：김성도），79歲，韓國人，自1960年代起在韓日爭議島嶼“獨島”生活的韓國公民，也是唯一有正式登記的居民。死於肝癌。[86]
- 拿督陳振南（英语：Tan Chin Nam），92岁。馬來西亞產業大亨，怡保花園聯合創辦人。[87]
- 西澤潤一（日語：西澤 潤一），92歲，日本工程學、物理學家與教育家。[88]
- 哈里·L·艾特靈格（英语：Harry L. Ettlinger）（英語：}），92歲，美國工程師，尋寶家（英语：Monuments, Fine Arts, and Archives program）成員、國會金質獎章得主。[89]
- 羅伯特·費里森（英語：Robert Faurisson），89歲，英國出生的法國學者和猶太人大屠殺否認者。[90]
- 厄爾‧巴肯（Earl Bakken），94歲，美國發明家，全球最大醫療設備公司美敦力（Medtronic）共同創辦人，代表發明是可穿戴及可植入心律調節器。[91]

### 20日
- 蓋坦·熱爾韋（英语：Gaétan Gervais），74歲，加拿大歷史學家和作家，法國-安大略旗（英语：Franco-Ontarian flag）共同設計者。[92]
- 岳華，76歲，香港资深甘草演员。在加拿大病逝。[93]
- 郑晓松，59岁，中华人民共和国官员，中央人民政府驻澳门特别行政区联络办公室主任、中国共产党第十九届中央委员会委员，因抑郁症坠楼身亡。[94]
- 郭炳湘，67歲，香港企業家，帝國集團創辦人兼董事會主席、新鴻基地產前主席。死於中風。[95]
- 周磊，45岁，中國大陸企業家，互联网保险大特保创始人。[96]
- 拿督彼得·维拉潘（英语：Peter Velappan），83岁，馬來西亞人，前亚洲足球聯盟秘书长。[97]
- 张欣，58岁，中国刑侦专家、模拟画像专家，上海铁路公安局刑事侦查处一级警长，全国公安系统一级英模，因积劳成疾病逝。[98]
- 維姆·科克（荷蘭語：Wim Kok），80岁，荷兰工党政治家，前荷兰首相（1994-2002）。[99]
- 蘆田淳（日語：芦田 淳），88歲，在朝鮮半島出生的日本時裝設計師。曾獲得紫綬褒章（1991）和旭日中綬章（2006）。肺炎。[100]
- 喬恩·麥米瑞（英语：Jon McMurray），34歲，加拿大饒舌歌手。在拍攝MV時意外從空中墜落地面身亡。[101]
- 布鲁诺·贝尔托蒂（義大利語：Bruno Bertotti），87岁，意大利物理学家。[102]
- 查爾斯·特爾瓦維爾（英语：Charles Turbiville），75歲，美國政治人物，前南达科他州众议院議員，死於中風。[103]
- 陈德胜，76岁，中国官员，原中共安徽省直属机关工作委员会书记。[104]

### 19日
- 杨宗昌，91岁，中国会计学家，西安交通大学管理学院会计与财务系教授。[105]
- 张惠民，92岁，中国政治人物，长沙市原人大常委会主任。[106]
- 查爾斯·Y·格洛克（英语：Charles Y. Glock），99歲，美國社會學家。[107]
- 阿格·霍文根（英语：Åge Hovengen），90歲，挪威政治人物，前挪威議會議員。[108]
- 下村脩（日語：下村 脩），90歲，日本有機化學家，2008年諾貝爾化學獎得主。[109]
- 穗積隆信（日語：穂積 隆信），87歲，日本資深男演員、聲優暨作家。死於膽囊癌。[110]
- 木村圭市郎（日語：木村 圭市郎），80歲，日本動畫工作者、作畫監督、人物設計，代表作《虎面人》（タイガーマスク）。死於心肌梗塞。[111]
- 趙一濟（朝鲜语：조일제 (1928년)），90歲，韓國政治人物，前韓國國會宜寧郡（朝鲜语：의령군의 국회의원）、咸安郡（朝鲜语：함안군의 국회의원）與陜川郡議員（朝鲜语：합천군의 국회의원）。[112]
- 瓦尔特·克内德尔（德語：Walter Knödel），92岁，奥地利数学家和计算机科学家。[113]

### 18日
- 阿拉·古勒（土耳其語：Ara Güler），90岁，土耳其摄影记者，心脏、呼吸骤停抢救无效而死。[114]
- 2018年坎達哈攻擊事件：
  - 阿不杜·拉齊克·阿哈克扎（英语：Abdul Raziq Achakzai），39歲，阿富汗軍事人物，坎達哈省警察局長，遭塔利班臥底槍手槍擊身亡。[115]
  - 扎尔迈·韦萨，坎達哈省省長，遭塔利班臥底槍手槍擊身亡。[115]
  - 阿卜杜勒·莫赫姆（英語：Abdul Mohmin），阿富汗國安局坎達哈省分部長，遭塔利班臥底槍手槍擊身亡。[115]
- 傅義，86歲，瑞士建築師、天主教白冷會修士，在台灣41年期間設計一百多座教堂、住宅等建築。[116][117]
- 李连达，84岁，中国的中药药理学家、中国工程院院士、中国中医科学院首席研究员。[118]
- 真木和（日語：真木 和），49歲，日本女子田徑運動員，曾代表日本參加巴塞隆納奧運1萬公尺長跑及亞特蘭大奧運馬拉松賽。[119]
- 蘭道夫·霍坎森（英语：Randolph Hokanson），103歲，美國古典鋼琴家。[120]
- N·D·蒂瓦里（英语：N. D. Tiwari），93歲，印度政治人物，前外交部部長（英语：Minister of External Affairs (India)）、財政部部長（英语：Minister of Finance (India)），死於多重器官衰竭。[121]
- 刘怡周，91岁，中国教师，浙江大学物理学系副教授。[122]
- 陈有民，92岁，中国园林教育家，北京林业大学园林学院教授。[123]
- 伏宗茂，81岁，原中国矿业大学机电工程学院党委书记。[124]

### 17日
- 恩里克·博林（英语：Enrique Bolín），78歲，西班牙工業家和政治人物，前贝纳尔马德纳市長及參議院議員。[125]
- 科尼利厄斯·加拉格爾（英语：Cornelius Gallagher (American politician)），97歲，美國政治人物，前美國眾議院新澤西州第十三國會選區代表議員。[126]
- 奧利·赫爾伯特（英語：Oli Herbert），44歲，美國重金屬樂團All That Remains（末日灰燼）創團吉他手（新聞發布日）。[127]
- 田中信夫（日語：田中 信夫），83歲，日本男性聲優，死於食道癌。[128]
- 辻谷耕史（日語：辻谷 耕史），56歲，日本男性聲優、音響監督，配音代表作《鋼彈》的西布克·亞諾、動畫《錢進球場》現役音響監督，死於缺血性腦中風（腦梗塞）[129]。
- 莱昂内·弗罗洛（義大利語：Leone Frollo），87岁，意大利漫画家。[130]
- 塞巴斯蒂安·菲舍尔（德語：Sebastian Fischer），90岁，德国电影演员和和译制片配音演员。[131]
- 王冠群，88岁，原北京医科大学公共卫生学院环境卫生学教研室教授。[132]

### 16日
- 托馬斯·艾蘇（英语：Thomas Aisu），64歲，烏干達醫生和教育家，死於心臟病。[133]
- 丹尼斯·霍夫（英语：Dennis Hof），72歲，美國色情業大亨，內華達州奈郡水晶社區妓院「愛情牧場」所有人，美國共和黨籍內華達州眾議員原候選人。病逝。[134]
- 瑪格麗特·索爾斯伯恩（英语：Margaret Thorsborne），91歲，澳大利亞環保人士。[135]
- 迪米特尔·彼得罗夫，93岁，保加利亚电影导演。[136]
- 皮埃尔·巴拉盖（法語：Pierre Barlaguet），86岁，法国足球运动员和球队经理。[137]
- 司马义·艾买提（維吾爾語：ئىسمائىل ئەھمەد‎），84岁，中国人民政治协商会议第七届全国委员会副主席、原国务委员、第十届全国人民代表大会常务委员会副委员长。[138]
- 陈道汉，81岁，中国行星物理专家，中国科学院紫金山天文台研究员[139]。
- 瞿明学，54岁，中国甘肃维权人士，死於肝癌[140]
- 孙丙珠，88岁，中国宪法学家、中国政法大学教授，病逝。[141]
- 杜雨微，19岁，中国藝人，原女子偶像组合GNZ48成员，自杀。[142]
- 颜光明，93岁，中国官员，浙江省高级人民法院原副院长，省人民检察院原副检察长。[143]
- 慕容慎行，84岁，中国神经内科学专家，福建省神经内科学创始人之一。[144]
- 石文生，89岁，中国政治人物，河南省农村经济工作委员会原副主任。[145]
- 吴铁砚，64岁，中国邮政人物，海峡两岸邮政交流协会常务副秘书长。[146]

### 15日
- 保羅·艾倫（英語：Paul Allen），65歲，美國企業家，微軟公司共同創辦人，NBA球隊「拓荒者」與NFL球隊「西雅圖海鷹」老闆，非霍奇金氏淋巴瘤。[147][148]
- 邁克爾·H·奧布賴恩（英语：Michael H. O'Brien），64歲，美國政治人物，前宾夕法尼亚州众议院議員，心臟病。[149]
- 阿托·帕西林纳（芬蘭語：Arto Paasilinna），76岁，芬兰小说家。[150]
- 費爾南多·塞雷納（英语：Fernando Serena），77歲，西班牙足球運動員（皇家马德里、聖安德魯、西班牙國家隊）。[151]
- 欧根纽什·卡明斯基（波蘭語：Eugeniusz Kamiński），86岁，波兰演员。[152]
- 袁岳，86岁，中国电影演员。[153]
- 曾洵真，70岁，马来西亚前新闻从业员、前《先生周报》主编，罹患前列腺癌，化疗无效，并发肾衰竭逝世。[154]
- 杨胜万，74岁，中國人民解放軍空軍少將，空军指挥学院原副政委。[155]

### 14日
- 愛德華多·阿羅約（英语：Eduardo Arroyo），81歲，西班牙畫家、佈景師和作家。[156]
- 恩里克·巴利尼奥（西班牙語：Enrique Baliño），90岁，乌拉圭篮球运动员，1952年夏季奥林匹克运动会男子篮球铜牌。[157]
- 帕特里克·鲍曼（英语：Patrick Baumann (basketball)），51岁，瑞士篮球官员，国际篮联秘书长。[158]
- 唐納德·斯托弗爾·麥克唐納（英语：Donald Stovel Macdonald），86歲，加拿大政治人物和外交官，前加拿大國會議員、下議院執政黨首席議員、加拿大駐英國高級專員（英语：High Commission of Canada in the United Kingdom）。[159]
- 吳兆南，92歲，台灣相聲演員，蒙古烤肉的發明人，死於多重器官衰竭。[160]
- 张法贵，75岁，中国作家，中国作家协会会员，山东省济南市作家协会原副主席。[161]
- 米莱娜·德拉维奇，78岁，塞尔维亚女演员。[162]

### 13日
- 周明權，77歲，香港土木及結構工程師，香港考試局（2002年改稱考試及評核局）主席（1996年─2003年）、香港工程師學會會長（2001年─2002年）。死於肺癌。[163]
- 王思进，86岁，原南京化工动力专科学校工厂党总支书记。[164]
- 金昌浩（韓語：김창호），49歲，韓國登山家，與另外3名韓國登山客及5名雪巴人響導在古爾加峰半山腰的基地疑似遭遇雪崩風而全數罹難。（遺體發現日期）[165][166]
- 弗朗索瓦·雅克·布西尼（英语：François Jacques Bussini），82歲，法國羅馬天主教主教，前天主教亞眠教區主教。[167]
- 蘇·哈貝爾（英语：Sue Hubbell），83歲，美國作家，死於腦退化症。[168]
- 杰奥尔杰塔·皮蒂卡（羅馬尼亞語：Georgeta Pitica），88岁，罗马尼亚乒乓球运动员。[169]

### 12日
- 皮克·博塔，86歲，南非政治人物，前外交部部長（英语：Minister of International Relations and Cooperation）。[170]
- 張俊彥，81歲，台灣半導體學者，首位台灣本土的工學博士、國立交通大學前校長，獲任第21屆(工程科學組)院士職銜。[171][172]
- 科林·康威-韋爾奇（英语：Colleen Conway-Welch），74歲，美國學術行政官員（范德比爾特大學護理學院（英语：Vanderbilt University School of Nursing））、護理傳奇（英语：List of Living Legends of the American Academy of Nursing），死於胰腺癌。[173]
- 吕启凤，86岁，中国表演艺术家。[174]
- 阳震，98岁，中國人民解放軍陸軍大校，原广东省军区司令员[175]。
- 帕特·利恩（英語：Pat Leane），88岁，澳大利亚田径运动员。[176]

### 11日
- G·D·阿加渥（英语：G. D. Agrawal），86歲，印度環保運動支持者，於環保抗爭而絕食，但抗議過度，逝世。[177]
- 保罗·安德鲁（法語：Paul Andreu），80岁，法国建筑师，代表作品包括巴黎夏尔·戴高乐机场、中国国家大剧院等。[178]
- 萊夫·克斯邁（英语：Leif Axmyr），80歲，瑞典多重謀殺犯。[179]
- 阿納托利·列維京（英语：Anatoli Levitin），96歲，俄羅斯畫家和藝術教育家。[180]
- 芭芭拉·馬斯楚安尼（法語：Barbara Mastroianni），66岁，義大利服裝設計師，著名演員馬切洛·馬斯楚安尼的女兒，肺癌。[181]
- 仙谷由人（日語：仙谷 由人），72歲，日本政治人物，曾任衆議院議員及官房長官，死於肺癌。[182]
- 陈鸣镛，105岁，前新加坡福州会馆三山学校老师，会馆文化推广者。[183]
- 沈淑靜，94歲，中國人，侵華日軍南京大屠殺事件倖存者。[184]
- 赵艳云，35岁，中南财经政法大学文澜学院教师，死於心脏骤停。[185]
- 陈正鸿，91岁，中国导演，原中国电影家协会会员、中国动画协会会员。[186]
- 刘明仁，87岁，中国人民解放军少将，原广州军区政治部副主任，第十四届中纪委委员。[187]

### 10日
- 宋金祥，89岁，中国政治人物，原空军气象学院院长。[188]
- 弗蘭克·迪姆（英语：Frank Deem），90歲，美國政治人物，前西弗吉尼亞州眾議院（英语：West Virginia House of Delegates）和参议院議員。[189]
- 申五澈（朝鲜语：신오철），80歲，韓國政治人物，前韓國國會首爾鐘路區議員（朝鲜语：서울 도봉구의 국회의원）。[190]
- 理查德·T·摩根（英语：Richard T. Morgan），66歲，美國政治人物，前北卡罗来纳州众议院議員。[191]
- 泰克斯·温特（英語：Tex Winter），96岁，美国篮球球队教练，曾发明篮球运动中的“三角进攻”战术，病逝。[192]
- 和久峻三（日語：和久 峻三），88歲，日本推理小說家，代表作《京都殺人指南》（京都殺人案内）系列。[193]

### 9日
- 赫基·阿幾（英语：Heiki Arike），53歲，愛沙尼亞政治人物，前內政部部長（英语：Ministry of the Interior (Estonia)）。[194]
- 谢尔汗·穆尔塔扎（俄语：Муртаза, Шерхан），86岁，哈萨克斯坦政治人物，曾任议员，作家，苏联时代曾任人大代表。[195]
- 吕君昌，53岁，中国地质科学院地质研究所研究员、博士生导师，病逝。[196]
- 托馬斯·M·漢尼根（英语：Thomas M. Hannigan），78歲，美國政治人物，前加利福尼亚州众议院議員。[197]
- 亚历克斯·斯帕诺斯（英语：Alex Spanos），95岁，美国美式足球球队「闪电」所有人。[198]
- 托马斯·施泰茨（英語：Thomas Steitz），78岁，美国生物化学家，2009年诺贝尔化学奖得主。[199]
- 郭云龙，91岁，中国官员，内蒙古日报社原顾问、党委委员、副社长。[200]
- 冯震海，88岁，中国教育人物，原淮南矿业学院院长。[201]

### 8日
- 費爾南多·阿爾邦·薩拉薩爾（英语：Fernando Albán Salazar），56歲，委內瑞拉政治人物和議員。[202]
- 阿諾·科波森（英语：Arnold Kopelson），83歲，美國製片人。[203]
- 輪島大士（日語：輪島 大士），70歲，日本大相撲力士（花籠部屋）、横綱和職業摔跤手，咽喉癌。[204]
- 王永衛，63歲，台灣醫師，台北榮民總醫院內科部感染科主治醫師，長期致力愛滋病防治，死於癌症。[205]
- 吴知足，88岁，原中国人民大学马列主义发展史研究所办公室主任，党支部书记。[206]

### 7日
- 勒內·布安（英语：René Bouin），81歲，法國政治人物，前國民議會議員、谢尼莱尚热市長。[207]
- 瑪麗·M·魯尼恩（英语：Marie M. Runyon），103歲，美國政治活動家和政治人物，前纽约州众议院議員。[208]
- 莎莉絲特·亞納爾（英语：Celeste Yarnall），74歲，美國演員，死於卵巢癌。[209]
- 杨咸艺，86岁，中国官员，最高人民检察院原监所检察厅副厅级检察员。[210]
- 何永祺，92岁，中国市场学的开拓者和奠基人之一，暨南大学管理学院教授。[211]
- 乔健，83岁，美籍华裔人类学家。[212]

### 6日
- 多恩·阿斯卡里安（英语：Don Askarian），69歲，亞美尼亞電影製片人。[213]
- 哈山·阿茲哈里，90歲，馬來西亞伊斯蘭學者，死於淋巴癌。[214]
- 蒙特賽拉特·卡芭葉，85歲，西班牙加泰隆尼亞歌劇女高音，與佛萊迪·墨裘瑞合唱過1992夏季奧運主題曲，病逝。[215]
- 金煜，39岁，中国学者，上海财经大学经济学院副教授、经济学系系主任，病逝。[216]
- 乔治·卡夫腾（英語：George Kaftan），90岁，美国职业篮球运动员。[217]
- 米歇爾·沃維爾（英语：Michel Vovelle），85歲，法國歷史學家。[218]
- 史考特·威爾森（英语：Scott Wilson (actor)），76歲，美國演員，代表作電視劇《陰屍路》。[219]
- 王石安，83岁，中国教师，南京大学外国语学院副教授。[220]
- 严涌泉，80岁，中国教育人物，原南京大学成人教育学院副院长。[221]

### 5日
- 谢天顺，72岁，中国相声演员[222]。
- 林晓，97岁，中国官员，河南省人大常委会原副主任、代理主任，省人大常委会党组原书记。[223]
- 侯学渊，85岁，中国地下和岩土工程专家，同济大学教授。[224]
- 张一，88岁，中国电影导演，峨眉电影制片厂导演。[225]
- 折田克子（日語：折田 克子），81歲，日本現代舞舞蹈家、現代舞蹈協會常務理事、全日本舞蹈聯合理事，也是台灣舞蹈家蔡瑞月的指導老師石井綠的女兒。[226]
- 雷·高爾頓（英语：Ray Galton），88歲，英國編劇（《漢考克的半小時（英语：Hancock's Half Hour）》、《斯特普托和兒子（英语：Steptoe and Son）》），死於老年癡呆症。[227]
- 安東尼婭·邁因克（德語：Antonia Meinke），21岁，奥地利女子羽球选手，死於车祸。[228]
- 魯迪·沃沃爾（英语：Rudy Wowor），74歲，印尼演員，死於前列腺癌。[229]
- 田方增，103岁，中国数学家，中国科学院数学研究所研究员。[230]

### 4日
- 戴夫·安德森（英语：Dave Anderson (sportswriter)），89歲，美國體育記者（《纽约时报》），普立茲獎（英语：Pulitzer Prize for Commentary）得主（1981年）。[231]
- 卡爾·米爾登貝格（英语：Karl Mildenberger），80歲，德國拳擊手。[232]
- 威爾·文頓（英语：Will Vinton），70歲，美國動畫師，死於多發性骨髓瘤。[233]
- 奧黛麗·威爾斯（英语：Audrey Wells），58歲，美國編劇，死於癌症。[234]
- 服部信明（日語：服部 信明），57歲，日本政治人物，神奈川縣茅崎市市長，接受質詢時腦溢血病發而死。[235]
- 王明伦，103岁，中国官员，前云南省轻工业厅副厅长，病逝。[236]
- 叶松明，59岁，中国官员，浙江省安全生产监督管理局副巡视员。[237]

### 3日
- 方闻，87岁，美籍华裔中国艺术史学者，美国普林斯顿大学名誉教授、中央研究院院士（第19屆人文及社會科學組），死於急性白血病[238][239]。
- 伊麗莎白·安德森（英语：Elisabeth Andersen），98歲，荷蘭女演員。[240]
- 利昂·萊德曼（英語：Leon Lederman），96岁，美国物理学家，1988年诺贝尔物理学奖获得者，曾預言「上帝粒子」的存在。[241][242]
- 本特·羅倫特臣（英语：Bent Lorentzen），83歲，丹麥作曲家。[243]
- 許秀卿（朝鲜语：허수경 (시인)），54歲，韓國詩人。[244]
- 吉歐夫·艾默瑞克（英语：Geoff Emerick），72歲，英國錄音工程師，曾獲4座葛萊美獎，死於心臟病。[245]
- 张汝星，97岁，前中国南昌大学机电工程学院教授，病逝。[246]
- 方南江，76岁，前中国武警少将、政治部副主任，病逝。[247]
- 郭福顺，87岁，中国学者，哈尔滨工业大学教授。[248]

### 2日
- 史密爾哈·阿維羅摩弗（英语：Smilja Avramov），100歲，塞爾維亞學者和教育家。[249]
- 多蘿西·哈基爾（英语：Dorothy Hukill），72歲，美國政治人物，前佛罗里达州众议院與参议院議員，癌症。[250]
- 罗曼·安德烈耶维奇·卡尔采夫（俄語：Роман Андреевич Карцев），79岁，俄罗斯男演员。[251]
- 賈邁勒·卡舒吉（阿拉伯語：جمال خاشقجي），59歲，沙烏地阿拉伯新聞工作者、《華盛頓郵報》專欄作者，進入沙國駐伊斯坦堡領事館後遇害身亡。[252]
- 傑夫·艾默里克（英语：Geoff Emerick），72歲，英國音訊工程師與音響師。死於心臟病。[253]

### 1日
- 夏尔·阿兹纳武尔，94歲，法國裔亞美尼亞歌手。[254]
- 卡洛斯·埃斯克拉（英语：Carlos Ezquerra），70歲，西班牙藝術家，《判官爵德》的共同創作者之一。[255]
- 葛晨虹，60岁，中国人民大学哲学院原党委书记、教授、博士生导师、中国伦理学会副会长、北京伦理学会会长，突发疾病不治[256]。
- 謝辰陽，44歲，台灣電影導演，燒炭自殺（遺體發現日期）。[257]
- 黄双安，87岁，印度尼西亚华人企业家、世福永久名誉会长，病逝。[258][259]
- 卡羅琳·沙里埃（英语：Caroline Charrière），57歲，瑞士作曲家，指揮和長笛演奏家。[260]
- 杜梅，101岁，越南前党和国家最高领导人，曾任越共中央总书记和部长会议主席[261]。
- 胡安·罗梅罗（西班牙語：Juan Romero），68岁，美國人，1968年6月5日罗伯特·肯尼迪遇刺案目击者，死於心脏病。[262]
- 伊萊恩·薩卡布（英语：Élaine Zakaïb），59歲，加拿大政治人物，死於腦癌。[263]
- 杰里·冈萨雷斯（英语：Jerry González），69岁，美国音乐人，喇叭手和打击乐手，死於心脏病。[264]
- 斯泰尔维奥·奇普里亚尼（英语：Stelvio Cipriani），81岁，意大利作曲家，死於中风并发症。[265]
- 格拉西亚诺·罗基贾尼（英语：Graciano Rocchigiani），54岁，德国职业拳击运动员。[266]
- 佛朗哥·萨尔（英语：Franco Sar），84岁，意大利十项全能运动员，死於心脏病。[267]
- 唐纳德·里德（英语：Donald Read），88岁，英国历史学家。[268]
- 安托万·斯费尔（英语：Antoine Sfeir），法国-黎巴嫩记者。[269]
- 卡罗琳·沙里埃（英语：Caroline Charrière），57岁，瑞士作曲家，指挥家和笛手。[260]
- 克里斯·威尔金斯（英语：Chris Wilkins），74岁，南非板球运动员。[270]
- 本·达格利什（英语：Ben Daglish），52岁，英国作曲家，死於肺癌。[271]
- M·V·V·S·穆尔蒂（英语：M. V. V. S. Murthi），76岁，印度政治家，死於车祸。[272]
- 玛丽亚·特雷莎·索莎（英语：María Teresa Sosa），88岁，危地马拉政治家。[273]
- 佩姬·蘇·傑倫（英语：Peggy Sue），78歲，是她啟發了巴迪·霍利寫出了他的熱門單曲〈佩姬·蘇（英语：Peggy Sue）〉。[274]